# Idioma mampelle
El idioma mampelle (autónimo Mampruli, también Mamprusi, Ŋmampulli) es una lengua gur hablada en el norte de Ghana por la gente de Mamprusi. Es mutualmente inteligible con el dagbani. El idioma mamprusi se habla en un amplio cinturón en las partes del norte de la región Norte de Ghana, que se extiende de oeste a este desde Yizeesi hasta Nakpanduri y se centra en las ciudades de Gambaga/Nalerigu y Walewale. En mampelle, un hablante es un Ŋmampuriga, muchos (en plural) son Ŋmampurisi y la tierra de los mamprusi es Ŋmampurigu.
El idioma pertenece a la familia gur, que forma parte de la familia lingüística nigerocongolesas, que cubre la mayor parte del África subsahariana. Dentro de gur pertenece al subgrupo occidental Oti-Volta, y particularmente a su grupo sureste de seis a ocho idiomas. Las lenguas cercanas y muy similares que se hablan en las cercanías son dagbani, nanun, kamara y hanga en la región Norte, y kusaal, nabit y talni en la región Alta Oriental. No tan estrechamente relacionados están Farefare, Waali, Dagaari, Birifor y Safalaba en las regiones del Alta Occidental y el Alto Oeste y al suroeste de la Región del Norte.
Se ha publicado relativamente poco material lingüístico sobre el idioma; hay un breve esbozo como ilustración de este subgrupo de idiomas en Naden 1988. R.P. Xavier Plissart ha publicado una colección de proverbios de mampelle, y una traducción del Nuevo Testamento está impresa, una muestra de la cual se puede leer y escuchar en línea. También hay lecciones iniciales de mampelle en las que se puede escuchar el idioma hablado.

## Dialectos
Comparativamente, hay poca variación de dialectos. El oeste (Walewale a Volta Blanco) y el lejano oeste (al oeste del Volta Blanco, área conocida por los del este como Overseas) tienen algunos estándares de pronunciación variantes. El dialecto del Lejano Oriente conocido como Durili es más notable por pronunciar [r] y [l] donde el resto de los hablantes pronuncia [l] y [r] respectivamente, y por algunos patrones de entonación característicos.

## Fonología
El mampelle tiene diez vocales fonémicas: cinco vocales cortas y cinco largas:
|         | Anterior | Central | Posterior |
| ------- | -------- | ------- | --------- |
| Cerrada | i        |         | u         |
| Media   | e        |         | o         |
| Abierta |          | a       |           |

|         | Anterior | Central | Posterior |
| ------- | -------- | ------- | --------- |
| Cerrada | iː       |         | uː        |
| Media   | eː       |         | oː        |
| Abierta |          | aː      |           |

### Consontantes
|             |             | Bilabial | Labio- dental | Alveolar | Palatal | Velar | Labiovelar |
| ----------- | ----------- | -------- | ------------- | -------- | ------- | ----- | ---------- |
| Oclusiva    | Mudo        | p        |               | t        |         | k     | k͡p         |
| Oclusiva    | Sonoro      | b        |               | d        |         | ɡ     | ɡ͡b         |
| Nasal       | Nasal       | m        |               | n        | ɲ       | ŋ     | ŋ͡m         |
| Fricativa   | Mudo        |          | f             | s        |         |       |            |
| Fricativa   | Sonoro      |          | v             | z        |         |       |            |
| Lateral     | Lateral     |          |               | l        |         |       |            |
| Aproximante | Aproximante |          | ʋ             | r        | j       |       |            |

## Escritura
El mampelle está escrito en alfabeto latino, pero la tasa de alfabetización es bastante baja. La ortografía utilizada actualmente representa una serie de distinciones alofónicas. Hay una descripción del proceso de formulación de la ortografía.

### Alfabeto
| a | aa | b | d | e | ɛ | ee | f | g | ' | gb | gy | h | i | k | kp | ky | l | m | n | ny | ŋ | ŋm | o | ɔ | oo | p | r | s | t | u | uu | w | y | z | ’ |

## Gramática
El mampelle tiene un sistema gramatical Oti-Volta bastante conservador. El orden constituyente en las oraciones del idiona suele ser sujeto verbo objeto.